# Wine Colored Roses
Wine Colored Roses è un album in studio del cantante statunitense George Jones, pubblicato nel 1986.

## Tracce
1. Wine Colored Roses (Dennis Knutson, A.L. "Doodle" Owens)
2. I Turn to You (Max D. Barnes, Curly Putman)
3. The Right Left Hand (Dennis Knutson, A.L. "Doodle" Owens)
4. Don't Leave Without Taking Your Silver (Damon Black)
5. The Very Best of Me (Gary Gentry, Mark Sherrill)
6. Hopelessly Yours (Don Cook, Curly Putman, Keith Whitley)
7. You Never Looked That Good When You Were Mine (con Patti Page) (Johnny MacRae, Bob Morrison)
8. If Only Your Eyes Could Lie (John Jarrard, Bob McDill)
9. Ol' Frank (Harlan Howard, Max D. Barnes)
10. These Old Eyes Have Seen It All (Curly Putman, Bucky Jones, Ron Hellard)